# Droit des sociétés en France
Pour les articles homonymes, voir Droit des sociétés.
Le droit des sociétés peut être considéré comme l'ensemble des règles de droit qui régissent la vie des sociétés de leur naissance (on parle de création) à la mort (liquidation), en passant par d'autres étapes telles que l'augmentation de capital, la fusion avec une autre société… 
Il s'applique aussi bien aux sociétés commerciales (exemples : société anonyme, société à responsabilité limitée, société coopérative et participative…) qu'aux sociétés civiles (exemples : cabinet d'avocats associés ou société immobilière).

## Notion de société
Selon l'article 1832 du Code civil français, « la société est instituée par deux ou plusieurs personnes qui conviennent par un contrat d'affecter à une entreprise commune des biens ou leur industrie en vue de partager le bénéfice ou de profiter de l'économie qui pourra en résulter.
Elle peut être instituée, dans les cas prévus par la loi, par l'acte de volonté d'une seule personne.
Les associés s'engagent à contribuer aux pertes ».

### Groupement de personnes
Cela exclut les groupements de biens, d'où le problème des fondations. La fondation est l'acte par lequel une ou plusieurs personnes décident l'affectation irrévocable de biens à la réalisation d'une œuvre d'intérêt général. Ce sont donc des biens qui sont affectés perpétuellement à des buts désintéressés.
Une association est aussi un groupement de personnes.
À ce principe, il y a des exceptions. Ainsi, la loi du 11 juillet 1985 a créé l'entreprise unipersonnelle à responsabilité limitée (EURL). Depuis le début du XXe siècle, le critère de but lucratif était la recherche et le partage des bénéfices. Mais la loi ne précisait pas la notion de bénéfice.
C'est donc la jurisprudence qui en a donné une définition dans un arrêt célèbre de la Cour de cassation du 11 mars 1914. Ce dernier concernait l'administration fiscale contre la Caisse Rurale de Manigod qui était une coopérative de crédit qui prêtait à ses adhérents. Outre sa déclaration de la Caisse Rurale de Manigod d'association, la Cour de cassation a défini le bénéfice comme un gain pécuniaire ou matériel « qui ajoute à la fortune des associés ». Dès lors, tous les groupements constitués pour permettre à leurs membres de réaliser des économies ou leur éviter des dépenses ne pouvaient pas, en principe revêtir la forme de société.
Cette conception restrictive de la notion de bénéfice a provoqué l'intervention du législateur qui décide de qualifier de société certains groupements ayant pour but l'obtention d'un service à moindre coût (sociétés coopératives (loi du 10 septembre 1947), sociétés de construction, société d'intérêt collectif agricole, etc.). Il permet en outre de créer de toutes pièces une structure juridique nouvelle, le groupement d'intérêt économique (ordonnance du 23 septembre 1967), permettant aux entreprises de se réunir au sein d'un organisme doté de la personnalité morale bien qu'il ne soit pas constitué dans le but essentiel de réaliser des bénéfices.
La loi du 4 janvier 1978 a réformé l'article 1832 du code civil français en y rajoutant l'expression « ou de profiter de l'économie » : la réalisation d'économie équivaut à la recherche d'un gain.

#### Distinction actuelle des secteurs lucratifs et non lucratifs
L'association restant toujours définie, par l'article l de la loi du 1er juillet 1901, comme « la convention par laquelle deux ou plusieurs personnes mettent en commun d'une façon permanente leurs connaissances ou leur activité dans un but autre que de partager des bénéfices », il semble qu'on soit amené, au terme d'une comparaison avec l'article 1832 du code civil, à distinguer trois domaines : le domaine réservé de la société, le domaine réservé de l'association, enfin celui où ces deux groupements peuvent, en quelque sorte, apparaître concurrents.
- Le secteur non lucratif englobe notamment les activités religieuses, politiques, artistiques, sportives, caritatifs.
 Lorsque le groupement est constitué dans un but purement désintéressé, exclusif de toute recherche d'un avantage matériel quel qu'il soit (profit ou économie), les fondateurs ne pourront utiliser d'autre forme juridique que celle de l'association régie par la loi de 1901. Le groupement pourra,toutefois,réaliser des bénéfices, dès lors que ces derniers ne sont qu'accessoires à la poursuite de l'objectif désintéressé et uniquement destinés à mieux servir celui-ci.
Une association peut être amenée à faire des actes de commerce tout en restant dans la limite de ses statuts. Ce faisant, elle est soumise au droit commercial mais ne pourra invoquer la qualité de commerçant.
- Domaine réservé à la société :
Lorsque le groupement a pour but de partager les bénéfices ou de faire profiter les associés d'une économie (article 1832 du code civil), pouvant résulter de l'action commune, il doit revêtir obligatoirement la forme d'une société. Ce critère n'empêche cependant pas une société de poursuivre des visées d'ordre moral.
- Domaine concurrent de la société et de l'association :
Si le groupement a uniquement pour but de permettre à ses membres de réaliser des économies, la société ou l'association pourront être utilisées indifféremment. Cependant, en pareil cas, la société sera préférée à l'association : d'une part, la société jouit d'une pleine capacité juridique alors que l'association ne peut posséder et administrer que les cotisations de ses membres et les immeubles strictement nécessaires à l'accomplissement du but qu'elle poursuit.

## Constitution de la société
La constitution d'une société résulte de la conclusion d'un contrat de société, prévu à l'article 1832 du Code civil, par une ou plusieurs personnes appelées associés. La validité d'un contrat de société est soumise en premier lieu aux conditions générales de validité des contrats, et en second lieu aux conditions spécifiques de validité du contrat de société. Par ailleurs, d'autres conditions de validité sont prévues par la loi selon le type de société. La société constituée est dépourvue de personnalité morale, et ne peut agir en son nom propre. La capacité juridique d'une société dépend de l'immatriculation du contrat au registre du commerce et des sociétés. À l'issue de cette formalité, le contrat de société forme les statuts qui en régissent le fonctionnement.

## Fonctionnement de la société

### Organes sociaux
La loi et la jurisprudence les qualifient souvent de « mandataires sociaux. » Ce ne sont pas nécessairement des associés : ils ont des pouvoirs que n'ont pas les associés, et qu'ils ont reçu par un effet de la loi. Ils ne sont pas plus les mandataires de la société : un dirigeant qui serait aussi représentant légal de la société (gérant, président du directoire, directeur général, directeur général délégué) n'aura pas de contrat de mandat avec la société. L'expression « dirigeants sociaux » exprime qu'ils agissent pour le compte de la société en vertu de dispositions législatives organisant l'étendue de leurs pouvoirs et sanctionnant d'éventuels dépassements.

#### Notion de dirigeants sociaux
Est un dirigeant social, celui qui a le pouvoir de décision auprès de la personne morale.
Un représentant, ayant un pouvoir de représentation à l'égard des tiers, est un dirigeant social. Mais la réciproque n'est pas vraie : les administrateurs d'une SA, de type classique, le président du conseil d'administration sont des dirigeants sociaux, mais le pouvoir de représentation est détenu par le directeur général qui peut éventuellement le partager avec les directeurs généraux délégués. 
Si les statuts le prévoient, le président du conseil d'administration peut être simultanément directeur général (on parle alors de PDG : Président-Directeur Général). 
Dans la SA à directoire, le Président du directoire est le représentant légal de la société ; il peut partager ce pouvoir avec un ou plusieurs autres membres du directoire auquel le conseil de surveillance a conféré le titre de directeur général.
Dans la SAS, le Président de la société est le représentant légal, mais, si les statuts l'ont prévu, d'autres personnes peuvent disposer également de ce pouvoir de représentation de la société en prenant, selon le cas, le titre de directeur général ou de directeur général délégué.
En principe, seul le représentant légal a qualité pour agir, contracter ou ester en justice au nom de la société. Par exception, la loi permet aux associés d'agir pour le compte de tous pour mettre en cause la responsabilité du dirigeant, surtout s'il est aussi représentant légal (il n'agira pas contre lui-même).
Celui des dirigeants qui exerce le pouvoir de représentation de la personne morale (gérant ou directeur de la société) peut donc être amené à exécuter les décisions qu'il a lui-même prises en tant qu'organe décisionnel autonome, mais aussi les décisions prises par d'autres organes compétents. La catégorie des dirigeants sociaux n'est donc pas homogène : il y a des dirigeants de droit et des dirigeants de fait.
Dans une situation de crise sociale, le juge écarte les dirigeants régulièrement investis et les remplace par un administrateur provisoire. En l'absence de texte, la jurisprudence a précisé les hypothèses de crise :
1. un cas de paralysie ou de fonctionnement gravement irrégulier de l'organe de gestion ;
2. un péril certain ou imminent pour la société ou les associés. Un péril éventuel conduira au rejet de la demande d'administration provisoire. Un péril passé (préjudice réalisé) sera inopérant, sauf si le demandeur établit que rien n'est fait pour obtenir au profit de la société réparation de son préjudice.

##### Désignation et cessation des fonctions de dirigeants
1) Les modalités de désignation
Pour toute société autre qu'une SA  ou une Société par actions simplifiée (SAS) : les dirigeants sociaux sont élus par l'assemblée générale des associés ou par une décision collective des associés prise selon les modalités prévues par la loi et par les statuts, le gérant pouvant être une personne physique ou morale, y compris une personne morale autre qu'une société. Dans les SA et SARL, les dirigeants sont nécessairement des personnes physiques.
Dans les SA, les administrateurs ou membres du Conseil de surveillance sont nommés par l'assemblée générale des actionnaires. Le Conseil d'administration nomme et révoque son président, ainsi que le directeur général de la société et les éventuels directeurs généraux délégués. Le Conseil de surveillance désigne le directoire.
2) La cessation des fonctions des dirigeants
Elle a lieu à l'arrivée du terme prévu (lorsqu'il est fixé par la loi ou les statuts), en cas d'empêchement ou de décès, en cas de démission ou de révocation.
- La révocation dans les sociétés en général

Condition de fond : il faut une cause légitime. Il peut s'agir d'un abus de pouvoir du dirigeant, de sa mauvaise gestion ou de son incapacité physique ou intellectuelle pour remplir ses fonctions.
Condition de forme : la révocation doit être décidée par une assemblée générale extraordinaire, statuant sur un ordre du jour incluant le projet de révocation.
- La révocation de dirigeants de SA

La jurisprudence légitime une révocation non comprise dans l'ordre du jour, dès lors qu'une circonstance nouvelle imposant une révocation de toute urgence a été révélée entre la date de la convocation et la tenue de la réunion.
De plus, le principe du contradictoire reconnaît le droit du dirigeant révocable ad nutum de présenter ses observations préalablement à sa révocation.
La doctrine a diversement apprécié ces solutions énonçant que les dirigeants de SA sont révocables ad nutum (à tout moment, sans justification ni droit à indemnité). Or, le respect des droits de la défense suppose un préavis.
Dans les SA de type classique, le principe de révocation ad nutum s'applique pour les dirigeants, les administrateurs, le directeur général, le président du conseil d'administration.

##### Publication des décisions
La publication est organisée par la loi pour avertir les tiers de la nomination ou de la cessation des fonctions des dirigeants. Elle est soumise au même régime que le pacte social, ou que les actes de modification des statuts : journal d'annonces légales, dépôt de l'acte au registre du commerce et des sociétés (RCS), publication au BODACC.
Si la démission n'est pas publiée au RCS, le dirigeant, objet de la mesure, peut tenter d'en rapporter la preuve, mais c'est le juge qui appréciera la valeur probante des éléments fournis.

##### Dirigeants de fait
Constitue un dirigeant de fait toute personne physique ou morale qui sans en avoir le titre, exerce la même activité qu'un dirigeant de droit avec la même indépendance et la même souveraineté, ce qui implique que le dirigeant de fait d'une part agit en lieu et place sous le couvert des dirigeants de droit, et d'autre part que la société ait la personnalité juridique. A titre d'exemple, constitue un dirigeant de fait celui qui se présente comme Président de la SAS auprès d'un partenaire potentiel alors qu'il n'a pas cette qualité.
Le code de commerce n'utilise la notion de dirigeant de fait qu'à propos des infractions pénales applicables aux sociétés par actions et aux SARL. Elle n'en parle pas pour des sociétés commerciales de personnes, ni pour la responsabilité civile des dirigeants sociaux.
La loi du 25 janvier 1985 emploie cette notion pour toutes les sociétés : l'article 180 permet de condamner tout dirigeant de fait ou de droit apparent ou occulte, rémunéré ou non, à supporter tout ou partie du passif social dans l'hypothèse où une faute de gestion lui serait imputable. Cette même notion existe dans les articles 181, 182, 188 et 196 (procédures de liquidation ou redressement judiciaire ; faillite personnelle ; banqueroute) de la loi de 1985.

#### Pouvoirs des dirigeants sociaux

##### Principe des pleins pouvoirs
À l'origine, le représentant de la société était le mandataire des associés : la société n'était pas engagée s'il dépassait les pouvoirs reçus. Le tiers devait donc vérifier que le contrat entrait dans la liste des opérations que le dirigeant pouvait accomplir : il devait demander une copie des statuts au RCS, puis l'interpréter. La jurisprudence a alors retenu une conception extensive des clauses des statuts déterminants les pouvoirs des dirigeants, ce qui a entraîné un renversement du principe, les pouvoirs du dirigeant étant si largement interprétés que le dirigeant pouvait agir en toute circonstance au nom de la société.
Pour le législateur, les clauses statutaires limitant les pouvoirs des dirigeants sont inopposables aux tiers, sauf à prouver que le tiers concerné avait connaissance d'une telle limitation contractuelle de ces pouvoirs (étant précisé que la simple publicité des statuts est insuffisante à constituer une telle preuve). Mais, leurs pouvoirs ne sont pas illimités : le dirigeant doit respecter les pouvoirs propres des autres organes sociaux et la spécialité de la société.

###### Respect des pouvoirs des autres organes sociaux
Le principe des pleins pouvoirs est justifié par la volonté d'effectivité de l'action des dirigeants sociaux, qui doivent disposer d'une grande liberté d'action. Le dirigeant ne doit toutefois pas pouvoir empiéter sur les pouvoirs des autres organes sociaux. Il ne peut donc pas approuver à lui seul les comptes de la société, décider l'affectation du résultat de l'exercice, modifier les statuts de la société, … 

###### Respect de la spécialité de la société
La spécialité légale : l'article 1832 du code civil français donne aux sociétés la mission de réaliser des économies ou des bénéfices en vue de leur partage. Les dirigeants ne peuvent donc pas accomplir des actes désintéressés.
La spécialité statutaire : le dirigeant est choisi par les associés pour sa capacité à développer le type d'activité que la société s'est donnée dans les statuts. Il ne peut pas passer d'actes outrepassant l'objet social, ce que la jurisprudence interprète restrictivement comme des actes se rapportant à une activité totalement étrangère à l'objet social, le contredisant tant que cela exigerait une modification des statuts.

##### Efficacité des limites de pouvoirs des dirigeants
Un dépassement d'une limite devrait entraîner une sanction (nullité / inopposabilité aux tiers), mais la jurisprudence privilégie la protection des tiers et l'engagement de la responsabilité civile du dirigeant.

###### Limites opposables aux tiers
Elles sont posées par la loi :
- quand le gérant empiète sur les pouvoirs réservés à un organe social. Les tiers ont pensé à invoquer l'apparence de pouvoir (art. 98 de la loi de 1966). La loi prévoit que les dirigeants ne peuvent pas prendre seuls l'initiative d'opérations présentant des risques graves, mais cette règle est souvent méconnue, et les tiers invoquent l'apparence de pouvoir. Pour la jurisprudence, la société n'est pas engagée par la garantie non expressément autorisée.
- la société n'est engagée par les actes conclus pour son compte, du temps où elle était en formation, que si les actes ont été repris selon les conditions prévues par la loi.

Dans les sociétés de personnes, les limites opposables aux tiers sont celles de l'objet statutaire. Les SNC et sociétés en commandites ne sont pas liées par des actes de leur gérant excédant l'objet social.

###### Limites inopposables aux tiers
Sont inopposables aux tiers :
- les dispositions statutaires et décisions sociales limitant les pouvoirs des dirigeants sociaux. La société sera engagée, et le dirigeant en question sera personnellement responsable vis-à-vis de la société. Les tiers peuvent eux-mêmes opposer les limites de pouvoir des dirigeants sociaux. Cependant, lors d'un arrêt de la Chambre commerciale du 13 novembre 2013, la cour de cassation est venue poser une limite: les statuts peuvent valablement prévoir que les tiers ne pourront opposer à la société un dépassement de pouvoir du dirigeant (bilatéralisation de l'inopposabilité).
- les limites venant de la définition de l'objet social des SA et SARL. En principe, les actes du dirigeant qui excèdent l'objet social, obligent la société. Par exception, il peut y avoir inopposabilité de l'acte si la société prouve que le tiers qui en bénéficie, connaissait le dépassement de l'objet social ou ne pouvait l'ignorer. La société ne peut pas se limiter à soutenir que le tiers pouvait consulter le statut au RCS : elle doit prouver qu'il a eu connaissance du statut (autrement que par le RCS), et qu'il a pu prendre conscience que l'acte n'entrait pas dans l'objet statutaire. La preuve est délicate à apporter, sauf dans les groupes de société : quand, dans un groupe, les sociétés contractants ensemble ont des dirigeants communs, ils connaissent forcément le statut des différentes sociétés.

##### Problème du cumul des fonctions
Dans les sociétés anonymes, le cumul d'un contrat de travail et de la fonction d'administrateur de la société n'est possible qu'en cas d'antériorité du contrat de travail (le salarié devient administrateur) et que si moins d'un tiers des administrateurs est salarié de la société.
Le salarié d'une maison mère, qui devient administrateur de la filiale, puis qui conclut un contrat de travail avec la filiale, ne peut valablement en devenir salarié : il faut respecter l'existence des différentes personnes morales. Ici, l'administrateur est devenu salarié de la société, ce qui est interdit. Cette interdiction tient au fait que les administrateurs doivent contrôler les dirigeants, qui embauchent et dirigent les salariés : le salarié contrôle alors son supérieur hiérarchique. Il faut ajouter la crainte que l'administrateur s'alloue en tant que salarié un salaire important.
Le cumul n'est interdit que s'il existe un lien de subordination entre la société et le gérant minoritaire : le cumul est possible quand il aura des fonctions techniques distinctes de la gestion de la société.

##### Dirigeant-caution
Le dirigeant peut se porter caution des engagements contractés par la société. Il est alors tenu de toutes les dettes de la société tant qu'il n'a pas dénoncé sa caution si le cautionnement est à durée indéterminée, ou tant que le cautionnement n'est pas arrivé à échéance si le cautionnement est à durée déterminée. Une fois le cautionnement dénoncé ou arrivé à échéance, il reste tenu de l'obligation de règlement (dettes antérieures à la dénonciation) mais il est dégagé de l'obligation de couverture (dettes postérieure à la dénonciation).
Lorsque le dirigeant est une personne physique et que le créancier de la société est un professionnel, le dirigeant bénéficiera de la protection du Code de la consommation, notamment du point de vue du formalisme et de la proportionnalité de l'engagement.

##### Conventions réglementées
Dans les SA, l'article L 225-38 du code de commerce précise que toutes les conventions passées entre les dirigeants et la société, qui ne sont ni libres (art.L 225-39), ni interdites (art.L 225-43) sont soumises à une procédure d'autorisation et de contrôle, quel que soit leur objet. Cela concerne les conventions passées directement entre la société et l'administrateur, mais aussi celles passées entre la société et une entreprise associée à au moins 10 %, ou dans laquelle l'administrateur a des intérêts (propriétaire, administrateur ou gérant) et celles passées par la société lorsque l'administrateur y est particulièrement intéressé (bail commercial avec des loyers excessifs).
Pour ces conventions, le dirigeant doit informer le conseil d'administration, afin qu'il vote une autorisation préalable (le dirigeant ne vote pas). Le président du conseil informe alors le commissaire aux comptes, qui rédige un rapport spécial mis à la disposition des administrateurs vingt jours avant la réunion de l'assemblée générale, celle-ci devant approuver les conventions. Si la convention est désapprouvée, et comme elle s'applique dès l'autorisation du conseil, elle produira effet à l'égard des tiers, et le dirigeant sera responsable des dommages subis.
Si cette procédure n'est pas respectée, il n'y aura nullité qu'en cas de défaut d'autorisation du conseil d'administration et d'effets dommageables pour la société. Dans les autres cas, seule la responsabilité personnelle du dirigeant sera engagée. La nullité se prescrit par trois ans à partir de la date de la convention, ou, en cas de dissimulation, du jour où elle a été révélée. L'assemblée peut couvrir cette nullité par un vote pris sur rapport spécial du commissaire aux comptes expliquant pourquoi l'autorisation n'a pas été demandée.
Le pendant de cette procédure existe également dans les sociétés à directoire et conseil de surveillance (art.143 et suivants du code de commerce).
Dans les SARL, les associés sont aussi visés. La procédure (article L 223-19 du code de commerce) est plus simple : il n'y a pas de conseil d'administration et donc pas de procédure d'autorisation préalable. Seule une procédure d'approbation a posteriori est prévue par la loi.
Par exception, lorsque la SARL est dépourvue de commissaire aux comptes, les conventions conclues avec un gérant non associé font l'objet d'une autorisation préalable par l'assemblée générale des associés (article L. 223-19 du code de commerce).

#### Responsabilité des dirigeants sociaux
La loi ne définit pas les obligations incombant aux dirigeants sociaux. La jurisprudence permet de dresser une liste :
- obligation de diligence : la passivité de l'administrateur d'une SA constitue une faute de gestion susceptible d'engager sa responsabilité.
- devoir de loyauté envers la société : le dirigeant doit en permanence défendre l'intérêt de la société. La loi fait état d'une exigence de loyauté à propos de dispositions pénales de la loi de 1966, mais la loyauté est une exigence générale, applicable à tous les organes sociaux, même non dirigeants.

##### Responsabilité civile
Les textes prévoyant la responsabilité civile des dirigeants sociaux distinguent les infractions aux lois et règlements applicables aux sociétés gérées ; les infractions aux statuts ; et les fautes de gestion.
Cette dernière catégorie regroupe tout ce que la loi ne qualifie ni d'infraction aux lois et règlements applicables aux sociétés gérées, ni d'infraction aux statuts. La doctrine propose d'y ajouter la mauvaise administration de l'entreprise, ainsi qu'un comportement du dirigeant traduisant le manque de soin ou de diligence à l'égard du matériel social (ex : conclusion d'un contrat désavantageux pour la société, ou refus d'une opération favorable pour le développement des affaires sociales).

###### Responsabilité à l'égard de la société
Il peut être difficile pour la société d'introduire une action en réparation de son préjudice contre un dirigeant fautif, surtout s'il est resté en fonction. De plus, sa révocation sera difficile s'il est majoritaire dans le capital. La loi permet donc aux associés d'engager une action en réparation du préjudice social, qui sera dite exercée ut singuli. Une action exercée ut universi est exercée par les organes sociaux réguliers (par exemple par le nouveau dirigeant).
Dans les deux cas, on parle d'action sociale. C'est-à-dire qu'il s'agit d'une action intentée par la société pour le compte de la société.
Certains dirigeants ont cherché à modifier les statuts, en y insérant une clause de renonciation pure et simple à l'action sociale en responsabilité, ou donnant au quitus (décision d'assemblée générale tenant les administrateurs pour quitte de leur gestion) l'effet de les absoudre par avance de toute faute de gestion. Désormais, l'art.1843-5 du code Civil répute non écrite toute clause d'irresponsabilité, et prévoit qu'aucune décision d'assemblée générale de quitus ou interdisant d'engager la responsabilité des dirigeants, n'est opposable à la société.

###### Responsabilité à l'égard des tiers
- La règle de non responsabilité des dirigeants à l'égard des tiers : L'action (ou l'omission fautive) du dirigeant n'engage en principe que la société : un tiers lésé devra se retourner contre la société pour lui demander des comptes. Cela se vérifie :
  - en matière contractuelle : une société qui ne respecte les engagements découlant d'un contrat conclus par l'intermédiaire de son représentant légal, devra répondre du préjudice causé aux tiers
  - en matière extra-contractuelle : une société qui commet un acte déloyal envers une autre entreprise, est considérée avoir commis la faute au lieu de la personne physique qui la représente.
- Les atténuations jurisprudentielles

Une jurisprudence admet toutefois que le dirigeant peut être personnellement tenu à l'égard des tiers s'il a commis une faute séparable de ses fonctions.

On distingue ainsi entre la faute personnelle et la faute de service du dirigeant. La faute commise par le dirigeant dans le cadre de ses attributions n'engage que la société, mais s'il sort de ce cadre, il commet alors une faute détachable du service et engage sa responsabilité personnelle. La jurisprudence reste néanmoins confuse en la matière

- Les atténuations légales

Certaines lois créent une responsabilité légale des dirigeants à l'égard des tiers, notamment en cas de redressement ou de liquidation judiciaire de la société : le dirigeant est personnellement responsable à l'égard des tiers, car la société ne peut plus rien faire.

La possibilité de rechercher la responsabilité des dirigeants en cas de faillite d'une personne morale a d'abord été instituée à l'égard des présidents de SA, avant d'être étendue aux gérants de SARL, puis à tout dirigeant de société commerciale. La loi du 25 janvier 1985, modifiée par celle du 10 juin 1994 a étendu ce dispositif aux dirigeants de toute personne morale de droit privé : société civile, coopérative, association, syndicat, comité d'entreprises, … 

Cette loi de 1985 
1. - nécessite de prouver la faute de gestion du dirigeant
  - nécessite de rapporter la preuve d'un préjudice (insuffisance d'actifs)
  - permet au juge de moduler les sanctions (dommages et intérêts) : il peut imputer tout ou partie des dettes sociales aux dirigeants de droit ou de fait de la personne morale.

###### Responsabilité à l'égard des associés
Pour justifier cette hypothèse de responsabilité des dirigeants, la doctrine retient l'idée, contraire à l'intention du législateur, que les associés sont des tiers par rapport à la société. Dès lors, la responsabilité sera :
1. envers la société en cas de mauvaise gestion des affaires sociales.
2. envers les associés pour une décision avantageant certains associés au détriment d'autres.

Il faut donc distinguer ce qui relève de l'intérêt social et ce qui relève de l'intérêt commun : la notion d'intérêt commun est visée à l'article 1833 du code civil français mais ce texte concerne plus la constitution de la société (conditions de validité du contrat de société), que la responsabilité des organes en cours de vie sociale.
La jurisprudence a suivi cette analyse en reconnaissant à la charge du dirigeant un devoir de loyauté et une responsabilité en cas de manquement vis-à-vis des associés. Le principe posé tient largement aux faits de l'espèce : un associé a demandé conseil à un dirigeant pour vendre ses titres, et le dirigeant les lui a personnellement rachetés, pour les revendre quelques jours plus tard trois fois plus chers à un tiers qui avait proposé ce prix quelques jours auparavant. Les juges du fond ont jugé ce comportement illicite sur le fondement d'une réticence dolosive, et la Cour de cassation a approuvé la décision en précisant que le dirigeant avait un devoir de loyauté à l'égard des associés.
Le principe posé est toutefois que le dirigeant est débiteur à l'égard des associés d'un devoir de loyauté.

###### Responsabilité à l'égard de l'environnement
La bonne ou mauvaise gestion d'une société (et de ses filiales ou sous-traitants) peut être source d'effets positifs ou négatifs sur les ressources naturelles (eau, air, sol, faune, flore, fonge, écosystèmes...) et affecter le climat, la biodiversité et les services écosystémiques. 
Le principe pollueur-payeur peut dans certains cas s'appliquer à l'entreprise et à ses dirigeants, dans le cadre de la RSE (Responsabilité sociale et environnementale notamment).
En France, « Conformément aux Principes directeurs des Nations unies relatifs aux entreprises et aux droits de l'homme adoptés à l'unanimité par le Conseil des droits de l'Homme des Nations unies en juin 2011, et conformément aux principes directeurs de l'OCDE », une proposition de loi étudiée en 2015 concerne le devoir de vigilance des sociétés mères et des entreprises donneuses d'ordre. Selon ce projet de loi, dans les situations à « risques avérés de dommages sanitaires ou environnementaux. » , toute entreprise devrait pouvoir démontrer « avoir pris toutes les mesures nécessaires et raisonnablement en son pouvoir en vue de prévenir ou d’empêcher la survenance d’un dommage ou d’un risque certain de dommage notamment sanitaire, environnemental ou constitutif d’une atteinte aux droits fondamentaux et dont elle ne pouvait préalablement ignorer la gravité ».

##### Responsabilité pénale du dirigeant

###### Responsabilité pénale en tant que dirigeant de la société
Beaucoup d'incriminations, notamment contenues dans la loi du 24 juillet 1966 concernent le dirigeant de société. Un mouvement de dépénalisation du droit des sociétés a suivi, mais il épargne les infractions les plus graves : présentation de comptes inexacts, distribution de dividendes fictifs, abus de biens sociaux…
La loi du 24 juillet 1867 ne connaissait pas l'infraction d'abus de biens sociaux. Les faits étaient alors poursuivis comme « abus de confiance par un mandataire », ce qui supposait un mandat, alors que les dirigeants recevaient de plus en plus de pouvoirs de la société, et ce qui supposait une chose mobilière détournée ou dissipée, mais ne permettait pas de saisir de simples usages ni une atteinte au crédit social.
Un décret-loi du 30 octobre 1935 a créé un délit d'abus du bien et du crédit de la société, punissant l'usage des biens sociaux et du crédit de la société au mépris de l'intérêt social, mais dans l'intérêt personnel du dirigeant. Il punit précisément les gérants, administrateurs, présidents, directeurs généraux, membres des directoires de SARL et sociétés par actions, et les liquidateurs de toute société commerciale. Il s'applique aussi par extension aux dirigeants des sociétés civiles qui font publiquement appel à l'épargne, et aux dirigeants de Société d'Économie Mixte et de coopératives. Mais le délit ne s'applique pas aux dirigeants de sociétés de personnes (SNC, commandite simple, sociétés civiles de droit commun, …).
- Il faut un acte d'usage : ce sera un détournement, ou une simple utilisation provisoire du bien.
- Il faut un risque anormal : l'acte d'usage doit être contraire à l'intérêt social, ce qui signifie, pour la jurisprudence, qu'il doit faire courir à la société un risque anormal notamment au regard de ses possibilités financières. Cette qualification dépendra du juge, étant étendu que l'action d'un dirigeant est par définition génératrice de risques pour la société : un chef d'entreprise de bonne foi peut ainsi accomplir un acte qu'un juge qualifiera plus tard d'abus de bien social.
- Il faut une volonté de s'avantager personnellement : le dirigeant doit avoir méconnu l'intérêt social, et avoir voulu un intérêt personnel à travers son action. Il doit avoir agi de mauvaise foi à des fins personnelles, ou pour favoriser une autre société.

Sanctionner le dirigeant sur le seul fondement du risque créé pour la société paralyserait son action. La loi exige donc un dol spécial en lui donnant la plus grande abstraction : il s'agit d'un avantage personnel quelconque. La jurisprudence admet un avantage matériel à son profit ou de quelqu'un de son entourage, un avantage moral (relation avec un homme politique, homme d'affaires, une femme, …) ou un intérêt d'ordre purement professionnel. Elle admet qu'une société appartenant à un groupe de société soit momentanément désavantagée s'il en va de l'intérêt supérieur du groupe dont elle est membre, à condition que le groupe soit suffisamment structuré, qu'il soit composé de société ayant des liens de capitaux entre elles, et que ces sociétés poursuivent une finalité économique commune. À défaut, il n'y aura pas d'intérêt de groupe suffisant pour écarter l'incrimination d'abus de bien social.

###### Responsabilité du dirigeant en tant que chef d'entreprise
Le dirigeant doit répondre des manquements au droit du travail, à la réglementation de l'hygiène et de la sécurité dans les entreprises, des infractions au droit de l'environnement, des manquements au droit de la concurrence et plus généralement à la législation économique, sociale et fiscale à laquelle l'entreprise est soumise. Il doit répondre des infractions commises dans l'entreprise alors même qu'elles n'ont pas été commises par lui, mais par des salariés agissant dans le cadre de leur activité professionnelle.
La jurisprudence permet au chef d'entreprise de se défausser de sa responsabilité sur une autre personne, quand il prouve lui avoir donné les moyens de surveiller le personnel considéré (= délégation de pouvoir).
Toutefois, la délégation ne sera valable que si elle remplit certaines conditions :
1. le délégué doit avoir la compétence, l'autorité et les moyens nécessaires pour faire assurer le respect des prescriptions réglementaires
2. la délégation ne peut porter que sur certaines attributions normalement dévolues au chef d'entreprise. Le dirigeant ne peut pas procéder à une délégation de l'ensemble de son pouvoir.

### Associés
Il s'agit d'une personne physique ou morale qui participe au capital d'une société (de personne ou de capital). Il peut s'agir d'un associé à proprement parler ou de l'actionnaire d'une SA.
À côté des actionnaires de contrôle ou de ceux exerçant une puissance d'influence, l'actionnariat flottant est constitué d'une multitude de petits ou moyens épargnants directs ou indirects.
Pour le législateur, associé et actionnaire sont des mots synonymes, uniquement différenciés par la collectivité à laquelle ils se rapportent (société en général pour les associés ; SA pour les actionnaires), mais la notion traduit la même réalité, à savoir une personne physique ou morale qui en contrepartie de son apport reçoit diverses prestations d'ordre patrimonial, financière et politique.
Prérogatives patrimoniales : chaque associé reçoit en échange de son apport un droit sur le patrimoine social, sous forme de « parts d'intérêt » (société de personne), ou « parts sociales » (autres sociétés, sauf les SA : actions). Ces droits sociaux sont des droits :
- incorporels de créance : le droit de propriété sur les éléments apportés à la société est détenu par la personne morale bénéficiaire de l'apport. Ce n'est que dans les sociétés en participation que les associés persistent à être propriétaires des biens mis en commun même si le droit de propriété est exercé collectivement par l'ensemble formé des participants).
- mobiliers : le droit social constitue des droits mobiliers par détermination expresse de la loi (art. 529 du code civil).

Ces droits sociaux sont en principes incessibles dans les sociétés de personne, sauf consentement des autres associés. Cette incessibilité s'explique par le fait que l'on refuse que de nouvelles personnes non prévues dans le contrat d'origine entrent dans la société lors de la sortie d'un associé sans l'autorisation des associés. Le principe de cessibilité existe dans les SARL et sociétés par action. Quand il s'agit d'actions, il faut parler de « négociabilité » : le détenteur d'actions, peut céder son portefeuille à un tiers sans même avoir à respecter les formalités prévues par le code civil (forme authentique, notification aux associés).
Prérogatives financières : l'associé a un droit sur les profits réalisés, distribués ou non, et le cas échéant mis en réserve, et sur l'ensemble des profits futurs que la société pourrait réaliser. Cette créance est subordonnée (les créanciers sociaux sont toujours préférés aux associés pour obtenir le paiement sur l'actif restant) et éventuelle (elle suppose la réalisation effective d'un profit par la société, et exige une décision de les distribuer prise à la majorité des associés. Dès cette décision prise, chaque associé dispose d'une créance effective et actuelle à l'encontre de la personne morale. En cas de décision de mise en réserve du bénéfice, la créance de l'associé portera sur le boni de liquidation.)
Prérogatives politiques : elles concernent le fonctionnement de la société. Les associés disposent d'un droit d'intervenir dans les affaires sociales (exercice du droit de vote dans les assemblées générales et pour les autres formes de décisions collectives d'associés, droits d'information et de communication).

#### Droit des associés de participer aux décisions collectives
En principe, les décisions collectives sont celles prises par l'ensemble des associés réunis en assemblée générale ou par toute autre manifestation de la volonté collective des associés prévue par la loi (variable en fonction des différentes formes de sociétés) et/ou par ou par les statuts. Ainsi, la prise de décision peut aussi avoir lieu en dehors des assemblées  dans les sociétés de personnes, civiles et commerciales, ou les SARL (si les statuts le prévoient et à l'exclusion des décisions relatives à l'approbation des comptes annuel) ainsi que dans les SAS pour lesquelles le mode de consultation des associés est légalement libre. 
En droit des sociétés, la notion de résolution désigne le texte proposé à une délibération d'assemblée, mais aussi celui résultant du vote des associés.
Quand elle est votée par l'assemblée, le résultat du vote constitue une décision sociale : la volonté collective qui s'y trouve exprimée se détache de la personne des associés qui se sont prononcés.
L'instrument qui permet de donner une unité et une cohérence à des volontés individuelles dispersées et contradictoires est le droit de vote. Il a une importance cruciale en droit des sociétés et doit être librement exercé.

##### Droit de vote
Selon la loi tout associé, c'est-à-dire toute personne possédant au moins une part sociale émise par la société a le droit de participer aux décisions collectives, article 1844 du c. civ, soit aux Assemblées Générales une fois par an, soit aux Assemblées Générales Ordinaires.
Ce droit est d'ordre public (V. Ludovic SCHRYVE, L'ordre public et le droit des sociétés, Thèse Lille 2, 2009) et par conséquent, les statuts ne peuvent supprimer le droit de vote d'un associé dans les cas prévus pas la loi.

## Dissolution de la société

### Causes
Selon l'article 1844-7 du code Civil, une société prend fin :
1. Par l'expiration du temps pour lequel elle a été constituée, sauf prorogation effectuée conformément à l'article 1844-6 ;
2. Par la réalisation ou l'extinction de son objet ;
3. Par l'annulation du contrat de société ;
4. Par la dissolution anticipée décidée par les associés ;
5. Par la dissolution anticipée prononcée par le tribunal à la demande d'un associé pour justes motifs, notamment en cas d'inexécution de ses obligations par un associé, ou de mésentente entre associés paralysant le fonctionnement de la société ;
6. Par la dissolution anticipée prononcée par le tribunal dans le cas prévu à l'article 1844-5 ;
7. (Loi du 5 janvier 1988) « Par l'effet d'un jugement ordonnant la liquidation judiciaire ou la cession totale des actifs de la société » ;
8. (Loi du 25 janvier 1985) « Pour toute autre cause prévue par les statuts ».

L'article 1844-8 du code civil indique que « la dissolution de la société entraîne sa liquidation, hormis les cas prévus à l'article 1844-4 (Loi du 5 janvier 1988) « et au troisième alinéa de l'article 1844-5 ». Elle n'a d'effet à l'égard des tiers qu'après sa publication.
Le liquidateur est nommé conformément aux dispositions des statuts. Dans le silence de ceux-ci, il est nommé par les associés ou, si les associés n'ont pu procéder à cette nomination, par décision de justice. Le liquidateur peut être révoqué dans les mêmes conditions. La nomination et la révocation ne sont opposables aux tiers qu'à compter de leur publication. Ni la société ni les tiers ne peuvent, pour se soustraire à leurs engagements, se prévaloir d'une irrégularité dans la nomination ou dans la révocation du liquidateur, dès lors que celle-ci a été régulièrement publiée.
La personnalité morale de la société subsiste pour les besoins de la liquidation jusqu'à la publication de la clôture de celle-ci.
Si la clôture de la liquidation n'est pas intervenue dans un délai de trois ans à compter de la dissolution, le ministère public ou tout intéressé peut saisir le tribunal, qui fait procéder à la liquidation ou, si celle-ci a été commencée, à son achèvement. »

### Effets
Les principaux effets résident dans le fait qu'il faut liquider l'actif existant et régler les créanciers de la société. Celle-ci va subsister pendant la période de liquidation mais elle subit quelques limitations.
Le liquidateur, désigné par le tribunal ou par l'assemblée générale statuant sur la dissolution, aura pour mission de payer les créanciers puis de clore la liquidation.
Les créanciers mécontents ont 5 ans pour mener d'éventuelles actions judiciaire à l'encontre du liquidateur ou des associés.
De plus, les tiers doivent être informés de la dissolution de la société. Les formalités de publicité sont les suivantes :
- Insertion dans un JAL (Journal d'Annonces Légales)
- Dépôt aux greffes du tribunal de commerce dans le délai d’un mois
- Insertion au BODACC à la diligence du greffier.

La publicité est également opérée par la mention, sur tous les actes et documents sociaux à la suite de la dénomination sociale, de la formule « société en liquidation ».